# Papiro Amherst
El antiguo documento egipcio denominado Papiro Leopoldo II (originalmente Papiro Amherst VI) es parte de los registros judiciales originales que tratan de los robos de tumbas bajo el reinado de Ramsés IX y data del año 16 de Ramsés IX. Contiene las confesiones de ocho hombres que irrumpieron en la tumba de Sobekemsaf II y una descripción de la reconstrucción del crimen. Pone de relieve las prácticas seguidas en los tribunales del antiguo Egipto: obtención de confesiones mediante golpes con una vara doble, azotes en los pies y las manos, reconstrucción del crimen en el lugar y encarcelamiento de los sospechosos en la puerta de un templo. La pieza es un documento importante para comprender la importancia del entierro y la vida después de la muerte en el antiguo Egipto, así como las prácticas de crímenes y castigos en Egipto durante la XX dinastía.

## Antecedentes históricos

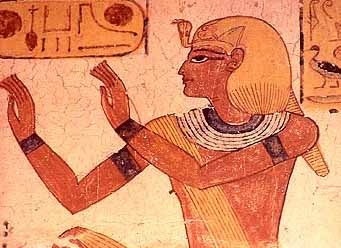
Ramsés IX.

El robo de tumbas descrito en el documento Amherst-Leopold ocurrió durante la dinastía XX del antiguo Egipto y "en un contexto de problemas económicos y una incipiente desunión nacional". Esta fue una época difícil para Egipto y ciertamente no próspera. El país ya no podía controlar sus territorios extranjeros y los perdió, mientras que enemigos tradicionales, como los nómadas libios, molestaban a Egipto con incursiones en sus territorios. Durante este período, los líderes regionales, los dignatarios extranjeros y los representantes administrativos se encontraron con más poder a medida que los faraones iban perdiendo el control del orden civil. El orden civil y el poder administrativo estaban en su punto más bajo, mientras que las condiciones económicas en Egipto se habían tambaleado debido a la inflación: "a finales de la XX dinastía, un período para el cual tenemos una gran cantidad de evidencia documental sobre el robo de tumbas, la práctica fue claramente alentada por factores económicos". Como tal, el robo de tumbas se convertía en una forma lucrativa y más atractiva de obtener riquezas durante los períodos de debilidad del antiguo Egipto. "Los entierros intactos suelen ser de muy mala calidad, pues los antiguos saqueadores sabían muy bien que no merecía la pena investigarlos".
El saqueo de tumbas era una característica común en el mundo antiguo, y muy común en Egipto en particular: "es un hecho triste que la gran mayoría de las tumbas del antiguo Egipto han sido saqueadas en la antigüedad". Se habían hecho esfuerzos en el pasado para desalentar a los ladrones de tumbas, pero solo sirvieron para aumentar su ingenio y habilidad. Al principio, los propios ataúdes se hicieron más difíciles de abrir y pasaron de estar hechos de madera a ser embutidos dentro de grandes sarcófagos de piedra con pesadas tapas, mientras que las entradas se sellaron de forma que fuera difícil la entrada a los ladrones y luego se utilizaron cámaras funerarias secretas para ocultar los cuerpos. A pesar de todas las medidas para detener a los ladrones, se puede ver que el atractivo de los tesoros potenciales durante los tiempos difíciles conducía a robos como los descritos en el Papiro Amherst-Leopold.

## Contenido

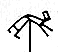
El símbolo del empalamiento.

El contenido del papiro trata de las confesiones de los autores del crimen cometido así como del castigo que se les impuso. La tumba que fue robada pertenecía a Sobekemsaf II y los hechos datan del año 13 de Ramsés IX. Amenpnufer es mostrado como el principal actor del robo, y en su juicio se dice que la cantidad de oro encontrada en la pirámide llegó a 14,5 kg. El robo no se limitó a Sobekemsaf; «También encontramos a la esposa real y recogimos todo lo que encontramos sobre ella. Tomamos objetos de oro, plata y bronce y los repartimos entre nosotros». Si bien los perpetradores admitieron haber cometido el delito, el interrogatorio y el castigo en aquella época no eran justos ni cómodos: «Los ladrones llevados ante los investigadores de la XX dinastía fueron interrogados sobre sus actividades y se citó a testigos para confirmar o contradecir sus versiones. Tanto los acusados como los testigos fueron golpeados para ayudarles a recordar». Sabiendo esto, se hace más difícil juzgar si los acusados fueron realmente responsables de los hechos, aunque la descripción del suceso apuntaría a su culpabilidad: «Despojamos del oro que encontramos en la augusta momia de este dios, así como de los amuletos y adornos que estaban en su garganta, y de las cubiertas que la cubrían». El castigo prescrito es el del empalamiento, una condena utilizada para los crímenes más graves: "el castigo por profanar una tumba real: el empalamiento".

## Historia moderna del papiro

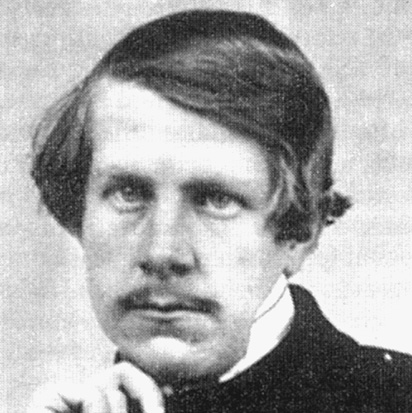
Señor Amherst de Hackney.

El papiro Amherst-Leopold está dividido en dos mitades: la mitad inferior del papiro fue comprada en Egipto por Lord Amherst de Hackney a mediados del siglo XIX y vendida a J. P. Morgan en 1913. En 1935 la parte superior faltante fue encontrada por el egiptólogo belga Jean Capart en los Museos Reales de Arte e Historia de Bruselas, y recibió el nombre de Papiro de Leopoldo II. Este fragmento había sido escondido dentro de una estatuilla de madera que había sido adquirida por el futuro rey belga Leopoldo II durante una de sus visitas a Egipto en 1854 o 1862. Por ello, los esfuerzos para coordinar la documentación y la comprensión del Papiro Amherst-Leopold han sido difíciles, a diferencia de documentos similares como el Papiro Abbott.

## Importancia histórica
El Papiro Amherst-Leopold es de gran importancia para ayudar a comprender la cultura y sociedad del antiguo Egipto "y nos da más detalles de los que jamás hubiéramos podido recuperar a partir de evidencia puramente arqueológica". El documento muestra la prevalencia del robo de tumbas en el antiguo Egipto y las recompensas que ofrecía, y demuestra por qué la gente realizaba el difícil y peligroso acto de robar una tumba. También se puede considerar que los castigos dados por el crimen en sí son importantes, la dureza del empalamiento muestra que el robo de tumbas se tomaba muy en serio. Esto sugiere que las autoridades querían prevenir futuros robos al dar castigos tan duros y disuadir a futuros ladrones de tumbas (aunque no habían disuadido a los del pasado), o podría mostrar la importancia de la muerte y el más allá en el antiguo Egipto. Se pensaba que los actos de saqueo de tumbas, como llevarse las ofrendas y regalos funerarios y destruir los ataúdes o incluso los cuerpos de los difuntos, ponían en peligro su paso a la otra vida o su misma existencia en ella, y podrían ser la razón para utilizar un castigo tan violento y doloroso. Ciertamente esta fuente ofrece una visión interesante de la cultura y la administración egipcias, dando una idea de cómo era la vida y las prácticas de los antiguos egipcios.